# Slingshot Cartel
Slingshot Cartel LLP — британський розробник відеоігор зі штаб-квартирою в Лімінгтон Спа. Компанія була заснована в січні 2017 року чотирма колишніми співробітниками FreeStyleGames.

## Історія
Slingshot Cartel заснували Джеймі Джексон, Гарет Моррісон, Джонатан Нап'єр і Девід Осборн, четверо колишніх співробітників FreeStyleGames. Раніше FreeStyleGames розробляла гру Guitar Hero Live для своєї материнської компанії Activision. Незважаючи на позитивні відгуки після релізу в 2015 році, гра не мала комерційного успіху, і 1 квітня 2016 року Activision скоротила штат FreeStyleGames, звільнивши близько 50 співробітників. Джексон, Моррісон, Нап'єр та Осборн залишили студію пізніше того ж року, заявивши про своє розчарування тим, як типова взаємодія між розробником і видавцем призводить до таких ситуацій. Вони заснували Slingshot Cartel, про що оголосили 31 січня 2017 року.
Досвід засновників у розробці Guitar Hero Live, де широко використовувалося повнометражне відео, більше відповідав традиційному підходу до кіновиробництва, коли над грою працювали лише кілька штатних співробітників протягом усієї її розробки, залучаючи за потреби інші відділи або аутсорсинг інших розробників, і в якийсь момент налічував понад тисячу людей. Джексон розповів, що, наприклад, художник для гри може знадобитися лише на 60% часу розробки. Slingshot Cartel планує застосовувати ті ж принципи для розробки своїх ігор, щоб уникнути монолітності традиційної розробки ігор, використовуючи свій досвід в індустрії та коло контактів для залучення потрібних людей в потрібний час.
На момент оголошення про створення студії, Slingshot Cartel працювала над двома іграми, однією у співпраці з компанією Virtuos, а іншою - із ще однією компанією із Лімінгтон Спа. Свою першу гру, The DRG Initiative, вони анонсували в лютому 2017 року. Студія планувала розробляти ігри для зростаючої сфери кіберспорту.